# Monthly Arcadia
Monthly Arcadia (月刊アルカディア?, Gekkan arukadia) è stata una rivista specializzato nei giochi arcade in giapponese, pubblicato da Enterbrain.

## Storia
Monthly Arcadia venne lanciata l'8 dicembre 1999. Era il successore del popolare Gamest, chiuso per bancarotta della Shinseisha. Venne pubblicato fin dall'inizio mensile fino a giugno 2013, quando divenne bimestrale.